# Somewhere (песня)
«Somewhere» — песня, написанная Леонардом Бернстайном (музыка) и Стивеном Сондхаймом (слова) для своего мюзикла «Вестсайдская история», впервые представленного публике на Бродвее в 1957 году.

## Признание
Американский институт киноискусства поместил эту песню (в версии из фильма 1961 года «Вестсайдская история») на 20-е место своего списка ста лучших песен из американских кинофильмов.